# Cantonul Marmande-Est
Cantonul Marmande-Est este un canton din arondismentul Marmande, departamentul Lot-et-Garonne, regiunea Aquitania, Franța.

## Comune
- Agmé
- Birac-sur-Trec
- Fauguerolles
- Gontaud-de-Nogaret
- Hautesvignes
- Longueville
- Marmande (parțial, reședință)
- Saint-Pardoux-du-Breuil
- Taillebourg
- Virazeil